# Éric de Rothschild
Pour les autres membres de la famille, voir Famille Rothschild.
Éric de Rothschild, né le 3 octobre 1940, est un entrepreneur français, président du Mémorial de la Shoah depuis son ouverture en 2005, et engagé dans la lutte contre l'antisémitisme depuis 2001.

## Biographie
Éric de Rothschild est le fils d'Alain de Rothschild (1910-1982), de la branche de Paris de la famille Rothschild, et de Mary Chauvin du Treuil.
De 1975 à 2018, il détient les rênes du château Lafite Rothschild. Il a succédé à son oncle, Élie de Rothschild, qui occupa ce poste de 1946 à 1974.
Il est cité dans l'affaire des Panama Papers en avril 2016.

### Engagements
Engagé en faveur du développement des banlieues, dès 2007, il est l'un des tout premiers chefs d'entreprise à apporter son soutien à Business Angels des Cités, le premier fonds d'investissement destiné aux entreprises de banlieue initié par Ofer Bronchtein.
Éric de Rothschild est le président d'honneur de la Grande synagogue de Paris et le président de la Fondation de Rothschild (établissements sanitaires et sociaux en Île-de-France).

### Fortune
Éric de Rothschild et sa famille sont classés 102e au classement des plus grosses fortunes de France établi par le magazine Challenges, avec une fortune estimée à 525 millions d'euros en 2013.